# Zeche Theresia

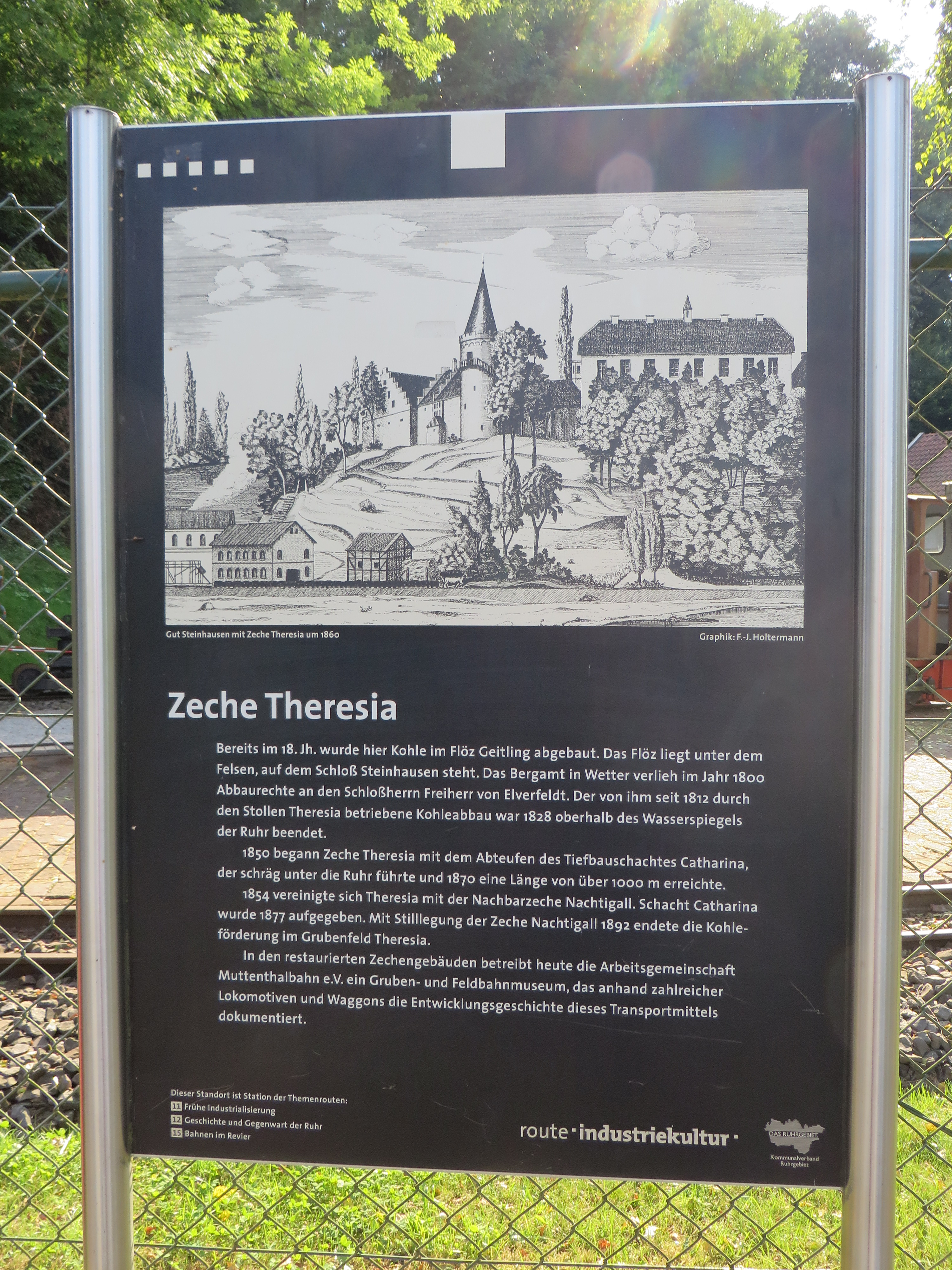
Infotafel der Route der Industriekultur

Die Zeche Theresia ist ein ehemaliges Steinkohlebergwerk in Bommern. Das Bergwerk war auch unter den Namen Zeche Teresia, Zeche Theresia bei Steinhausen, Zeche Therese und Zeche Theresa bekannt. Die Werksanlagen des Bergwerks befanden sich unterhalb von Schloss Steinhausen in der Nachtigallmulde.

## Bergwerksgeschichte

### Die Anfänge
Bereits im Jahr 1727 wurden durch den Oberbergvogt König in Schwerte die Abbaurechte an den Freiherrn von Stäel zu Steinhausen und an Gerhard Peter Merklinghaus vergeben. Im Jahr 1728 wurde das Bergwerk noch in den Gerichtsakten erwähnt. Im Jahr 1789 wurde eine Mutung für das Grubenfeld eingelegt. Die am 17. Dezember von den Gewerken der Zechen Eleonore und Nachtigall eingelegte Mutung sollte den Gewerken die Abbaurechte für ein Feld sichern, das an die eigenen Felder angrenzte. Das gemutete Feld hatte eine Größe von 20 Maaßen. Im Jahr 1790 wurde in dem gemuteten Feld bereits abgebaut. Am 11. April des Jahres 1791 wurde eine erneute Mutung eingelegt. Im Jahr 1799 fand eine Inaugenscheinnahme des Feldes statt. Am 17. Mai des Jahres 1800 wurde ein kleines Längenfeld für den Abbau im Flöz Geitling verliehen. Am 1. Oktober des Jahres 1812 wurde das Bergwerk in Betrieb genommen.

### Der Betrieb des Bergwerks
Ab dem Jahr 1812 wurde im Flöz Geitling Stollenbau betrieben. Es wurde ein Stollen unterhalb des Hauses Steinhausen angesetzt. Allerdings war nur eine geringe Bauhöhe vorhanden. Im selben Jahr wurden alte unbekannte Grubenbaue angefahren, aus diesem Grund wurde der Betrieb zunächst eingestellt. Im Jahr 1814 wurde das Bergwerk wieder in Betrieb genommen und der Abbau wieder begonnen. Im selben Jahr wurde ein Schiebeweg zur Ruhr erstellt. Dieser Weg hatte eine Länge von 286 Lachtern und diente dem übertägigen Transport der abgebauten Kohlen. Im Jahr 1819 war ein tonnlägiger Schacht in Betrieb. Im Jahr 1822 wurden zwei Koksöfen, sogenannte Entschwefelungsöfen, in Betrieb genommen. Die Öfen dienten der Erzeugung von Koks für die Mechanischen Werkstätten Harkort & Co. in Wetter. Im Jahr 1823 wurde mit der Gewinnung im Unterwerksbau begonnen. Im Jahr 1824 wurde mit den Zechen Nachtigall und Eleonore ein Vertrag zur Bildung einer Betriebsgemeinschaft abgeschlossen. Aufgrund dieses am 15. Juli geschlossenen Vertrages wurde ein Teil des Feldes der Zeche Theresia abgetrennt und bildete mit den beiden anderen Bergwerken die Betriebsgemeinschaft. Mit in die Betriebsgemeinschaft einbezogen wurde der Widerlage-Stollen. Um das Jahr 1827 waren die Kohlenvorräte der Lagerstätte fast vollständig abgebaut. In den ersten Monaten des Jahres 1830 wurden insgesamt noch 538 Tonnen Steinkohle abgebaut. Ende April wurde die Zeche Theresia stillgelegt.

### Die letzten Jahre bis zur Stilllegung

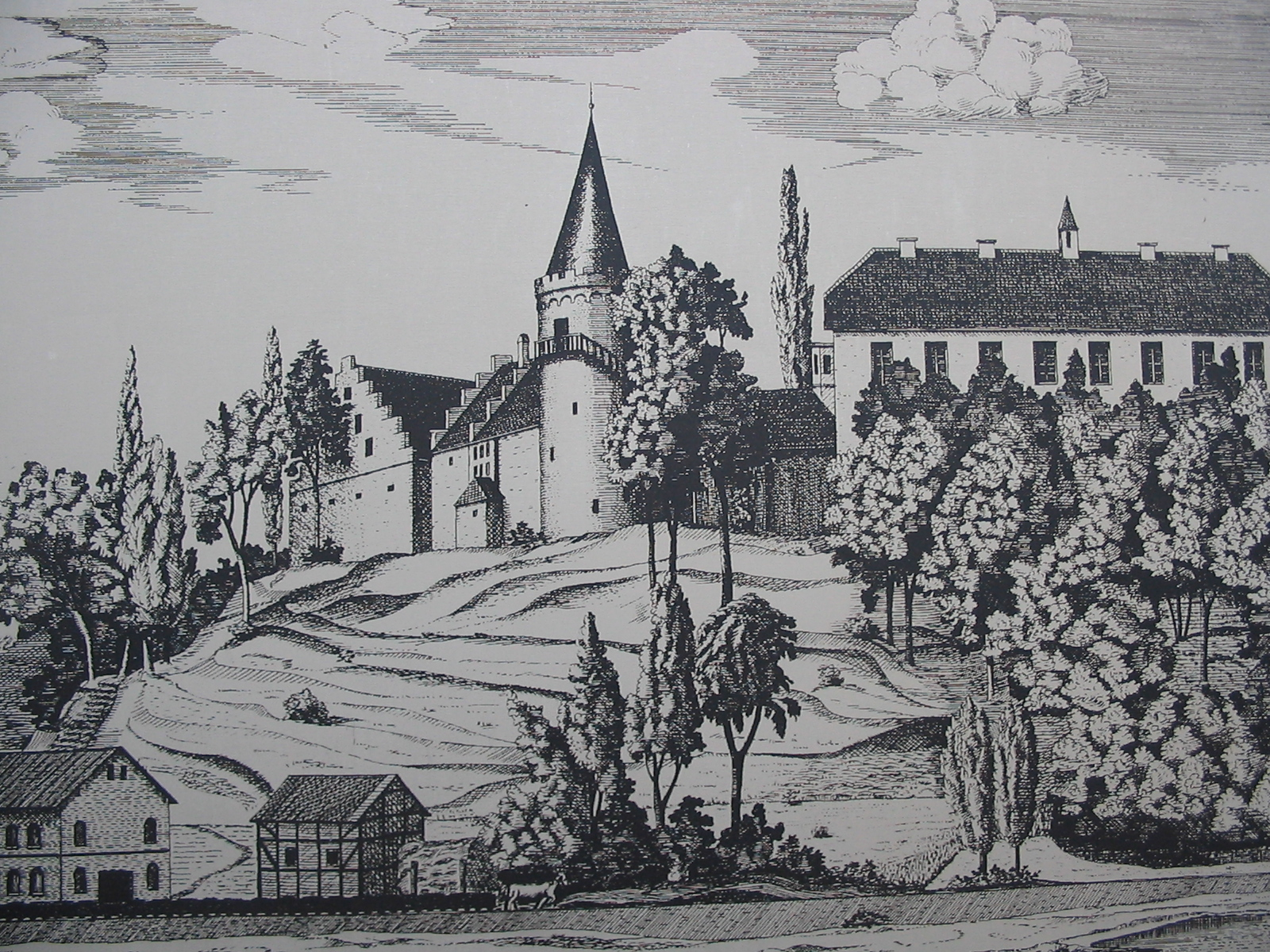
Gut Steinhausen mit Zeche Theresia um 1860

Im Jahr 1832 schlossen sich die Gewerken der Zeche Theresia mit den Gewerken anderer Bergwerke zusammen, um zum Tiefbau überzugehen. Aufgrund des am 25. April desselben Jahres geschlossenen Vereinigungsvertrages wurde der Abbau unterhalb der Stollensohle des St. Johannes-Erbstollens geregelt. Dieser Vereinigung war keine Konsolidation, sondern war geschlossen worden, um die Förderung im Schacht Neptun für die Vertragsbeteiligten zu sichern. Oberhalb der St. Johannes Erbstollensohle blieben die beteiligten Bergwerke weiterhin eigenständig. Im Jahr 1835 war das Bergwerk außer Betrieb. Im Jahr 1837 wurde unterhalb der Stollensohle im geringen Umfang abgebaut. Am 6. März desselben Jahres und am 9. Januar des Jahres 1838 konsolidierten die Berechtsamsteile Hauptflöz und der Westteil des Nebenflözes zur Zeche Vereinigte Nachtigall. In der Zeit von 1838 bis zum Jahr 1844 lag das Bergwerk still, Grund hierfür war ein starker Wassereinbruch. Am 15. Februar des Jahres 1848 wurde ein Längenfeld verliehen. Im Jahr 1851 wurde mit den Teufarbeiten für den tonnlägigen Schacht Catharina begonnen. Der Schacht wurde von der Zeche Vereinigte Nachtigall & Aufgottgewagt abgeteuft und diente dem Aufschluss des Gegenflügels der Nachtigallmulde. Im Jahr 1854 konsolidierte die Zeche Theresia mit weiteren Bergwerken zur Zeche Vereinigte Nachtigall Tiefbau. Nachdem die Zeche Nachtigall stillgelegt worden war, wurde auch der Betrieb im Feld Theresia eingestellt.

## Nachfolgenutzung und heutiger Zustand

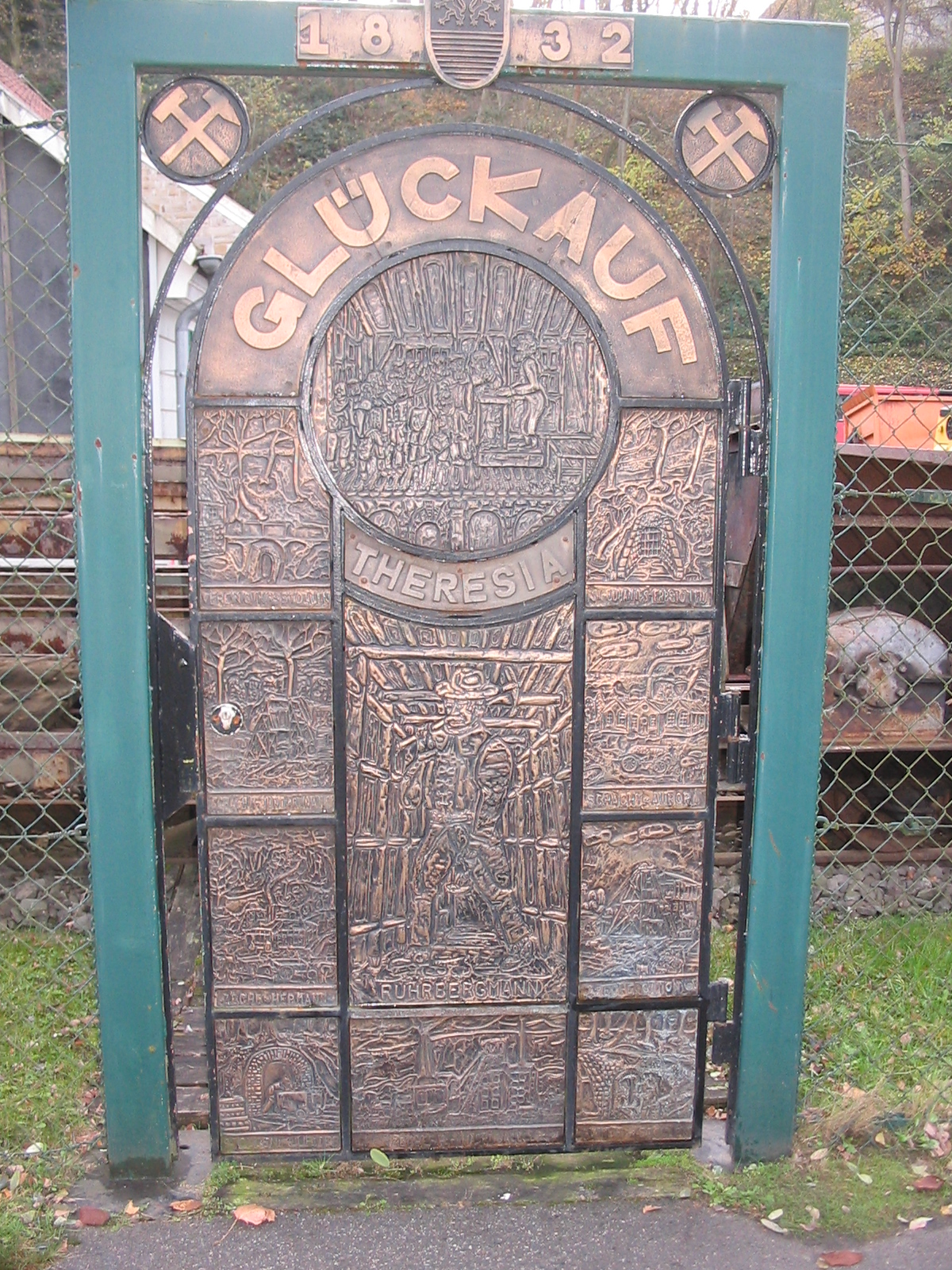
Tür Zeche Theresia

Nach dem Zweiten Weltkrieg wurde im Baufeld der Zeche Theresia begonnen, einen tonnlägigen Schacht abzuteufen. Der Schacht wurde von der Zeche Vereinigte Hamburg & Franziska angelegt und sollte zur Gewinnung anstehender Restkohlenpfeiler dienen, die sich noch unterhalb der Ruhrweiden befinden. Der Schacht wurde östlich des Schachtes Catharina angesetzt. Allerdings traf man in dem Bereich auf den dort vorhandenen Ruhrkies. Die eindringenden Wassermengen konnten nicht gestoppt werden. Da man den Schacht auch nicht genügend abdichten konnte, wurden die Teufarbeiten bei einer flachen Teufe von 80 Metern wieder eingestellt.
Heute sind von der Zeche Theresia noch einige Tagesgebäude, ein Abbaustollen und ein tonnlägiger Schacht erhalten geblieben. Auf dem ehemaligen Werksgelände des Bergwerks befindet sich das Deutsche Gruben- und Feldbahnmuseum.